# Rhynchina albidula
Rhynchina albidula là một loài bướm đêm trong họ Erebidae.